# 莫尼利夫卡
49°43′59″N 25°11′50″E / 49.73306°N 25.19722°E
莫尼利夫卡（烏克蘭語：Монилівка），是烏克蘭的村落，位於該國西部捷爾諾波爾州，由捷尔诺波尔区負責管轄，距離別里米夫齊0.5公里，始建於1532年，面積1.6平方公里，2001年人口257。